# Saison 2012-2013 de l'Union Bordeaux Bègles
 (décembre 2023).
Si vous disposez d'ouvrages ou d'articles de référence ou si vous connaissez des sites web de qualité traitant du thème abordé ici, merci de compléter l'article en donnant les références utiles à sa vérifiabilité et en les liant à la section « Notes et références ».
Cette page présente la saison 2012-2013 de l'Union Bordeaux Bègles dispute le Top 14 et le challenge européen.

## Transferts

### Arrivées

#### Joueurs
- Karolis Navickas (Sharks)
- Steven Kitshoff (Stormers)
- Lachi Munro (Blues)

#### Staff
- Raphaël Ibañez
- Régis Sonnes (Espagne)
- Joe Worsley

### Départs

#### Joueurs
- Daniel Leo (USA Perpignan)
- Laurent Ferrères
- Julien Turini (Pays d'Aix RC)
- Gerard Fraser (AS Béziers)
- Vungakoto Lilo
- Boris Béthéry (US Dax)

#### Staff
- Marc Delpoux (USA Perpignan)
- Laurent Armand (rétablissement de son AVC)

## Staff
- Président : Laurent Marti
- Manager sportif : Raphaël Ibañez
- Entraîneur des avants : Régis Sonnes
- Entraîneur des arrières : Vincent Etcheto
- Entraîneur de la défense : Joe Worsley

## Les matchs de la saison

### Matchs amicaux
| 27 juillet 2012 | Union Bordeaux Bègles | – | US Dax | Stade André-Moga |
| 27 juillet 2012 |                       |   |        | Stade André-Moga |
| 27 juillet 2012 |                       |   |        | Stade André-Moga |